# Violaines
Violaines est une commune française située dans le département du Pas-de-Calais en région Hauts-de-France.

## Géographie

### Localisation
Localisée dans l'est du département du Pas-de-Calais et limitrophe du département du Nord, Violaines est une commune traversée, au sud, par le canal d'Aire à La Bassée et située, à vol d'oiseau, à 10 km à l'est de la commune de Béthune (chef-lieu d'arrondissement), à 18 km de la frontière entre la Belgique et la France et à 21 km au sud-ouest de la commune de Lille (aire d'attraction).
Le territoire de la commune est limitrophe de ceux de neuf communes, dont une, La Bassée, dans le département du Nord.
Les communes limitrophes sont Richebourg, La Bassée, Auchy-les-Mines, Cuinchy, Festubert, Givenchy-lès-la-Bassée, Haisnes, Lorgies et Vermelles.

### Géologie et relief
La superficie de la commune est de 10,01 km2 ; son altitude varie de 19  à   34 mètres.

### Hydrographie
Le territoire de la commune est situé dans le bassin Artois-Picardie.
La commune est traversée par trois cours d'eau :
- le canal d'Aire à la Bassée, canal navigable de 39 km, qui prend sa source dans la commune de Bauvin et se jette dans La Lys au niveau de la commune d'Aire-sur-la-Lys[4] ;
- le courant Harduin, d'une longueur de 16,1 km, qui prend sa source dans la commune et se jette dans la Lys au niveau de la commune de La Gorgue[5] ;
- l'ancien Canal d'Aire à la Bassée, canal, chenal navigable de 2,69 km, qui prend sa source dans la commune de Douvrin et se jette dans Le canal d'Aire à la Bassée au niveau de la commune[6].

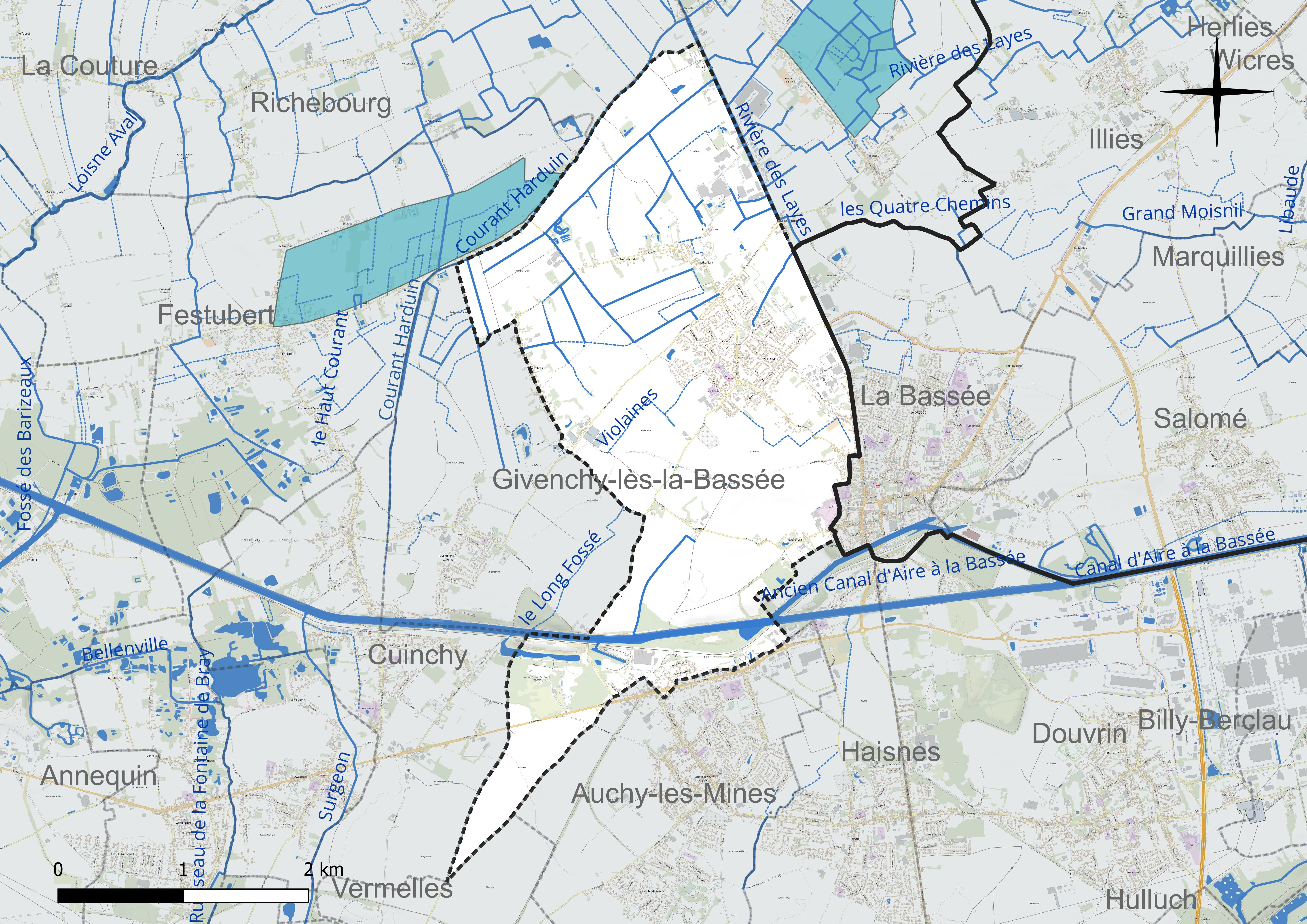
Réseau hydrographique de Violaines.

### Climat
Pour des articles plus généraux, voir Climat des Hauts-de-France et Climat du Pas-de-Calais.
En 2010, le climat de la commune est de type climat océanique dégradé des plaines du Centre et du Nord, selon une étude du CNRS s'appuyant sur une série de données couvrant la période 1971-2000. En 2020, Météo-France publie une typologie des climats de la France métropolitaine dans laquelle la commune est exposée à un climat océanique et est dans la région climatique Nord-est du bassin Parisien, caractérisée par un ensoleillement médiocre, une pluviométrie moyenne régulièrement répartie au cours de l’année et un hiver froid (3 °C).
Pour la période 1971-2000, la température annuelle moyenne est de 10,6 °C, avec une amplitude thermique annuelle de 14,1 °C. Le cumul annuel moyen de précipitations est de 708 mm, avec 11,9 jours de précipitations en janvier et 8,7 jours en juillet. Pour la période 1991-2020, la température moyenne annuelle observée sur la station météorologique la plus proche, située sur la commune de Lillers à 22 km à vol d'oiseau, est de 11,1 °C et le cumul annuel moyen de précipitations est de 731,5 mm,. Pour l'avenir, les paramètres climatiques de la commune estimés pour 2050 selon différents scénarios d'émission de gaz à effet de serre sont consultables sur un site dédié publié par Météo-France en novembre 2022.

## Urbanisme

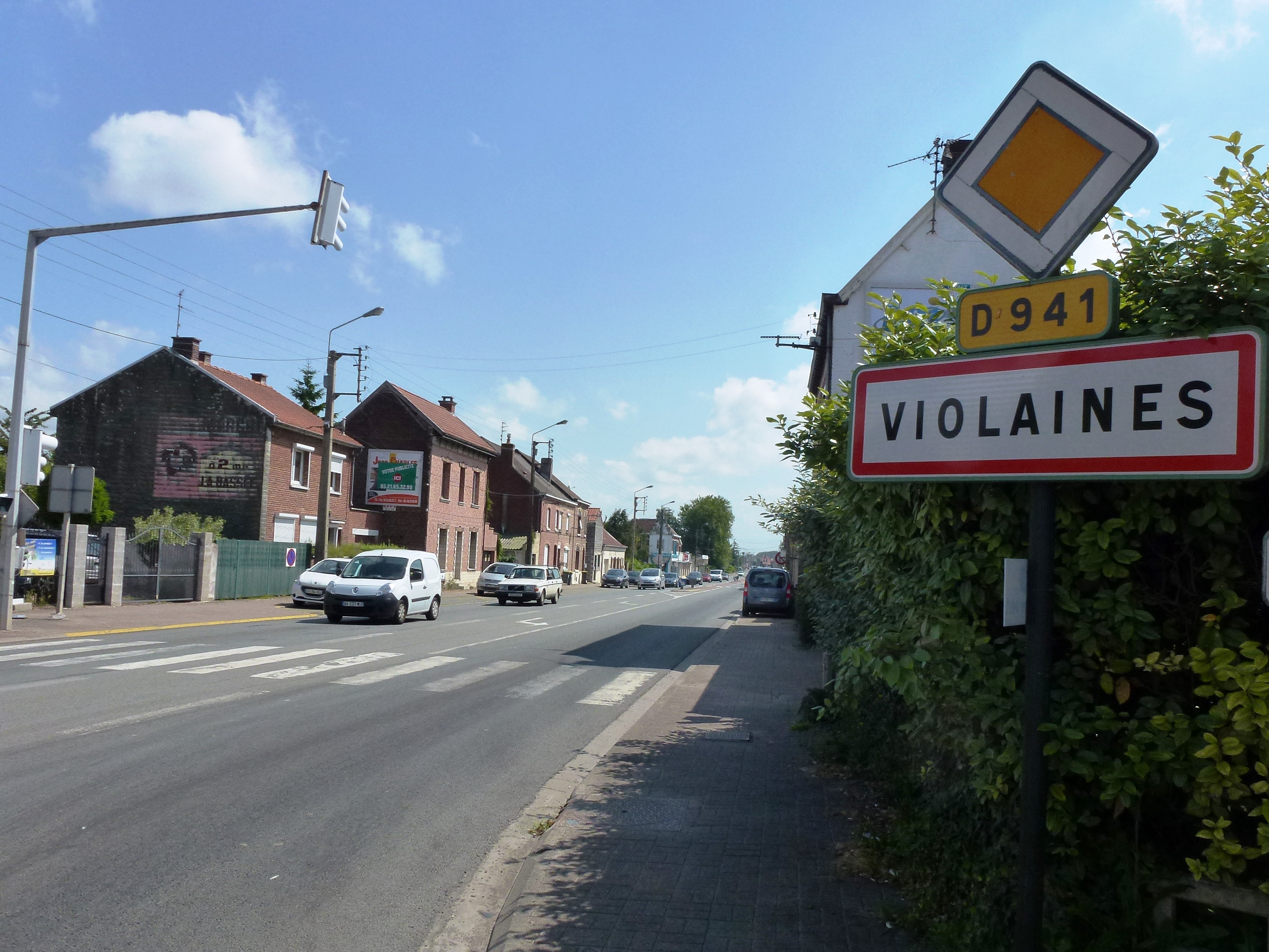
La D 941 (ancienne RN 41) dans le sud de Violaines.

### Typologie
Au 1er janvier 2024, Violaines est catégorisée ceinture urbaine, selon la nouvelle grille communale de densité à sept niveaux définie par l'Insee en 2022.
Elle appartient à l'unité urbaine de Béthune, une agglomération inter-départementale regroupant 94  communes, dont elle est une commune de la banlieue,,. Par ailleurs la commune fait partie de l'aire d'attraction de Lille (partie française), dont elle est une commune de la couronne,. Cette aire, qui regroupe 201 communes, est catégorisée dans les aires de 700 000 habitants ou plus (hors Paris),.

### Occupation des sols
L'occupation des sols de la commune, telle qu'elle ressort de la base de données européenne d’occupation biophysique des sols Corine Land Cover (CLC), est marquée par l'importance des territoires agricoles (76,3 % en 2018), en diminution par rapport à 1990 (79,9 %). La répartition détaillée en 2018 est la suivante : 
terres arables (74,3 %), zones urbanisées (12,3 %), milieux à végétation arbustive et/ou herbacée (8,6 %), zones industrielles ou commerciales et réseaux de communication (2,9 %), prairies (2 %). L'évolution de l’occupation des sols de la commune et de ses infrastructures peut être observée sur les différentes représentations cartographiques du territoire : la carte de Cassini (XVIIIe siècle), la carte d'état-major (1820-1866) et les cartes ou photos aériennes de l'IGN pour la période actuelle (1950 à aujourd'hui).

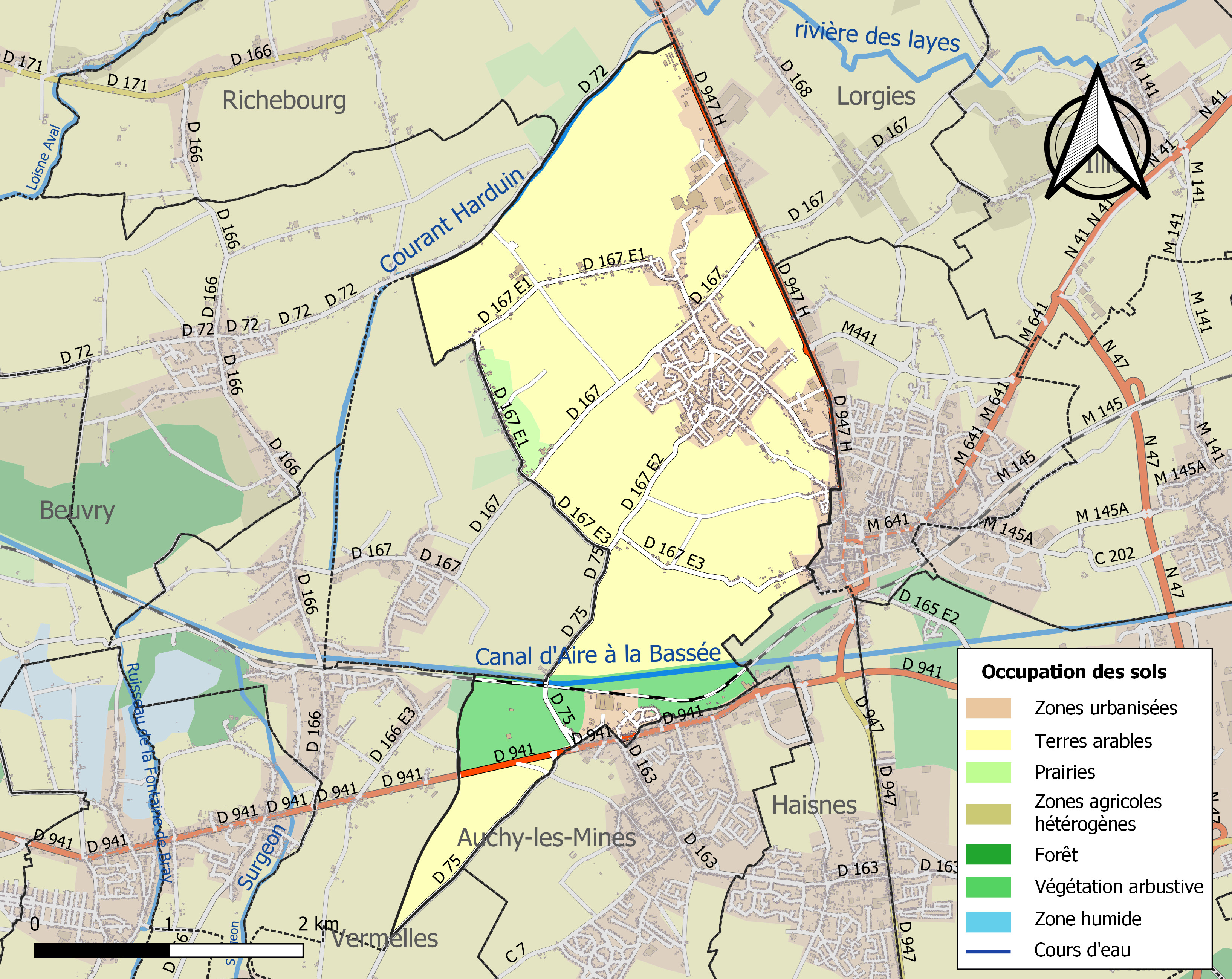
Carte des infrastructures et de l'occupation des sols de la commune en 2018 (CLC).

### Habitat et logement

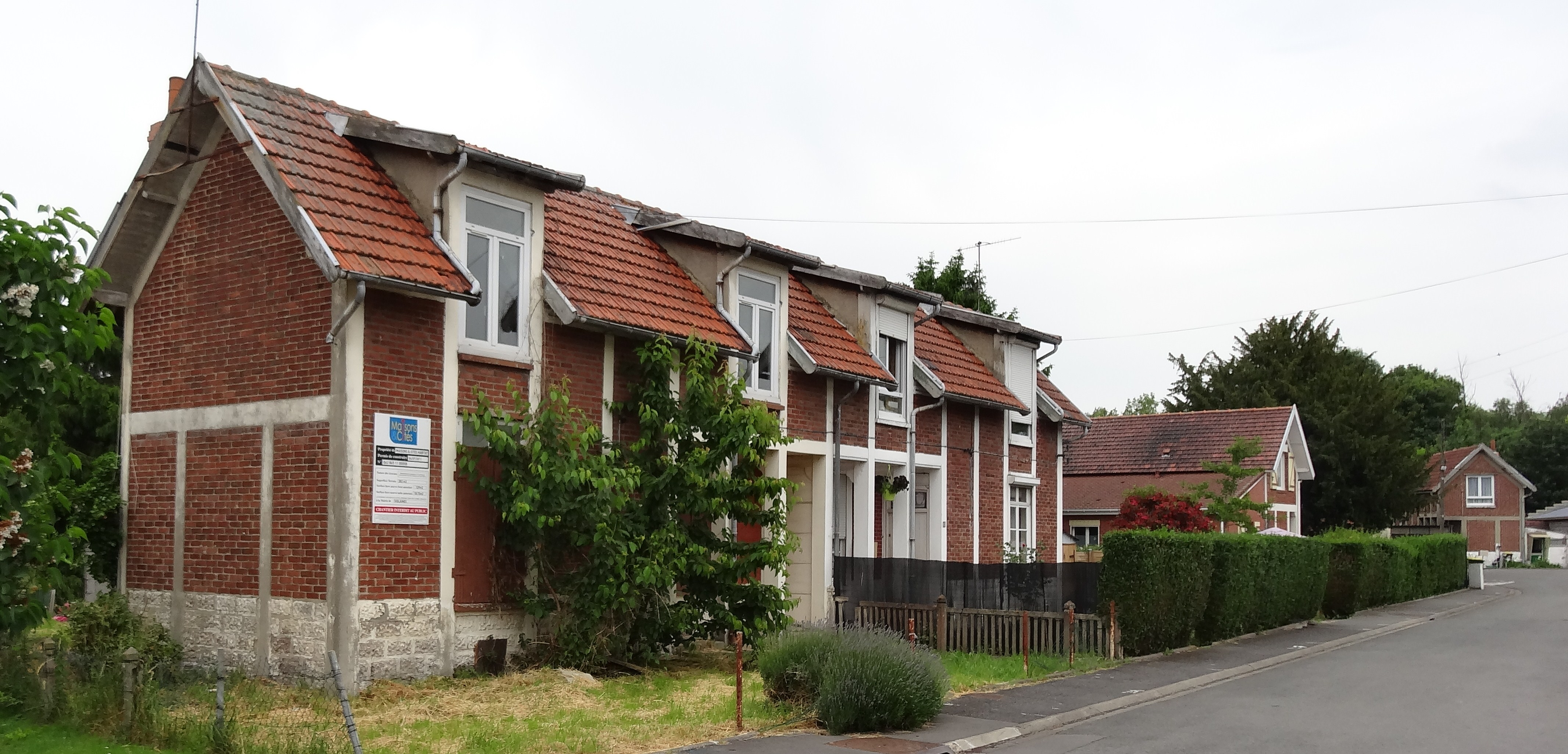
La cité d'Auchy.

En 2019, le nombre total de logements dans la commune était de 1 659, alors qu'il était de 1 515 en 2014 et de 1 448 en 2009.
Parmi ces logements, 91,4 % étaient des résidences principales, 0,4 % des résidences secondaires et 8,2 % des logements vacants. Ces logements étaient pour 96,6 % d'entre eux des maisons individuelles et pour 3,1 % des appartements.
Le tableau ci-dessous présente la typologie des logements à Violaines en 2019 en comparaison avec celle du Pas-de-Calais et de la France entière. Une caractéristique marquante du parc de logements est ainsi une proportion de résidences secondaires et logements occasionnels (0,4 %) inférieure à celle du département (6,4 %) mais supérieure à celle de la France entière (9,7 %). Concernant le statut d'occupation de ces logements, 69,8 % des habitants de la commune sont propriétaires de leur logement (72,2 % en 2014), contre 57,8 % pour le Pas-de-Calais et 57,5 pour la France entière.
| Typologie                                               | Violaines | Pas-de-Calais | France entière |
| ------------------------------------------------------- | --------- | ------------- | -------------- |
| Résidences principales (en %)                           | 91,4      | 85,9          | 82,1           |
| Résidences secondaires et logements occasionnels (en %) | 0,4       | 6,4           | 9,7            |
| Logements vacants (en %)                                | 8,2       | 7,7           | 8,2            |

### Voies de communication et transports

#### Transport ferroviaire
La commune est traversée par la ligne de Fives à Abbeville, et proche de la gare de La Bassée - Violaines, située à La Bassée et desservie par des trains TER Hauts-de-France qui effectuent des missions entre les gares de Lille-Flandres et de Béthune ou de Saint-Pol-sur-Ternoise.

## Toponymie
Le nom de la localité est attesté sous les formes Villaines (1219) ; Villanæ (1231) ; Willanæ (1235) ; Wiulaines (1291) ; Viellaines (1296) ; Vialaines (1297) ; Welaines (1298) ; Villaines (1299) ; Violeinnes (XIIIe siècle) ; Viulaines (1301) ; Villenes (1307) ; Wilainnes (1309) ; Vuillaines (1331) ; Vieullaines (1334) ; Villaines-lès-le-Bassée (1369) ; Vieulaines-leez-le-Bassée (1421) ; .

## Histoire

### Antiquité
Un  temple consacré à un dieu de la mythologie latine est mentionné au lieu-dit du “Mont Soret”.
On y a également retrouvé de longues pierres disposées debout et à intervalles réguliers (coutume des druides gaulois), ce qui laisse à penser qu’à cette place s’élevait un village.
Vers 432, Violaines et ses environs sont le théâtre de combats entre les Gallo-romains et les Francs.

### Moyen Âge
Vers 880, les Normands pillent le secteur.
Vers 1050, les rois de France font de La Bassée une place forte. Le comte Baudouin V de Flandre fait construire un large fossé pour relier les différentes rivières de la région, précurseur du canal d'Aire.
En 1201, le hameau de Baclerot se sépare de la paroisse de Violaines et constitue celle de Nova Capella, qui deviendra la commune de Neuve-Chapelle.
Vers 1230, Violaines, relève  du bailliage de Lens en Artois mais jouxte la Flandre à La Bassée, ce qui explique les nombreux conflits qui ont impliqué le village à partir de 1302 sous le règne de Philippe le Bel, qui passe plus de six fois  de la domination française (Artois) à la domination flamande ou réciproquement jusqu'en 1347.

### Temps modernes
En 1493, les Espagnols, alors maîtres de la Flandre, s’emparent de Violaines qui reste espagnole jusqu’en 1659.
Vers 1560, le seigneur de Violaines tue le seigneur de Givenchy. Pour punir le meurtrier, Philippe II d’Espagne confisque la seigneurie à son profit et la vend en 1676 à la famille de Theullaine qui la possède jusqu’en 1707. Le 23 décembre 1642, sont données à Madrid des lettres de réhabilitation de noblesse, contre finances, pour Marc-Antoine Pailly, seigneur du Grand-Châtelet, Steenbrugghe, Grand-Rieu et Violaine, cornette de la compagnie d'hommes d'armes du comte Albert, marquis de Berghes, natif de Tournai, fils de Gabriel, en son vivant capitaine d'infanterie wallonne, issu d'une famille d'ancienne noblesse piémontaise. Les Pailly ont été déchus de la noblesse car s'étant longtemps occupés de négoce, « chose souillant le lustre de la noblesse ». Son frère Jean-Baptiste Pailly, homme d'armes de la compagnie du sieur de Lannoy comte de la Motterie, est lui aussi réhabilité. En 1707, Monsieur de la Rivière, seigneur de Fléchinel, achète la seigneurie de Violaines qui reste dans sa famille jusqu’en 1750.

### Révolution française et Empire
En 1812 une grande famine sévit dans la région.

### Époque contemporaine
Violaines, dont l'activité économique était jusqu'alors liée au tissage de la laine, s'industrialise à partir de 1864, lorsque, dans le hameau de Dours, actuelle cité de la gare, s’installent des usines de distillation de la houille et de fabrication de  briquettes.
En 1853, le conseil municipal décide la création d’une mairie et d’une école pour garçons et filles. En 1865 est mise en service la ligne de Fives à Abbeville avec une gare à Violaines, qui accompagne le développement économique de la localité.
En 1881, les houillères de Béthune font construire des quais le long du canal., et en 1887, un four à coke est installé à Violaines, ainsi que, à la même époque, une distillerie de betteraves.

#### Première Guerre mondiale
Violaines est évacué par les habitants dès 1914, « chassés par l’ennemi ou la pluie d’obus et de shrapnells ».
À la fin de la Première Guerre mondiale, le village est considéré comme détruit et a  été décoré de la croix de guerre 1914-1918, le 25 septembre 1920, distinction également attribuée à 276 autres communes du Pas-de-Calais,.
En 1921, répondant à une sollicitation de l’État qui appelait à la solidarité pour reconstruire les villages ravagés, les cantons de Thèze et d’Arzacq (Basses-Pyrénées) parrainent la reconstruction de Violaines et les écoles de Salin-de-Giraud (13) celle de la reconstruction des écoles de Violaines.

#### Seconde Guerre mondiale

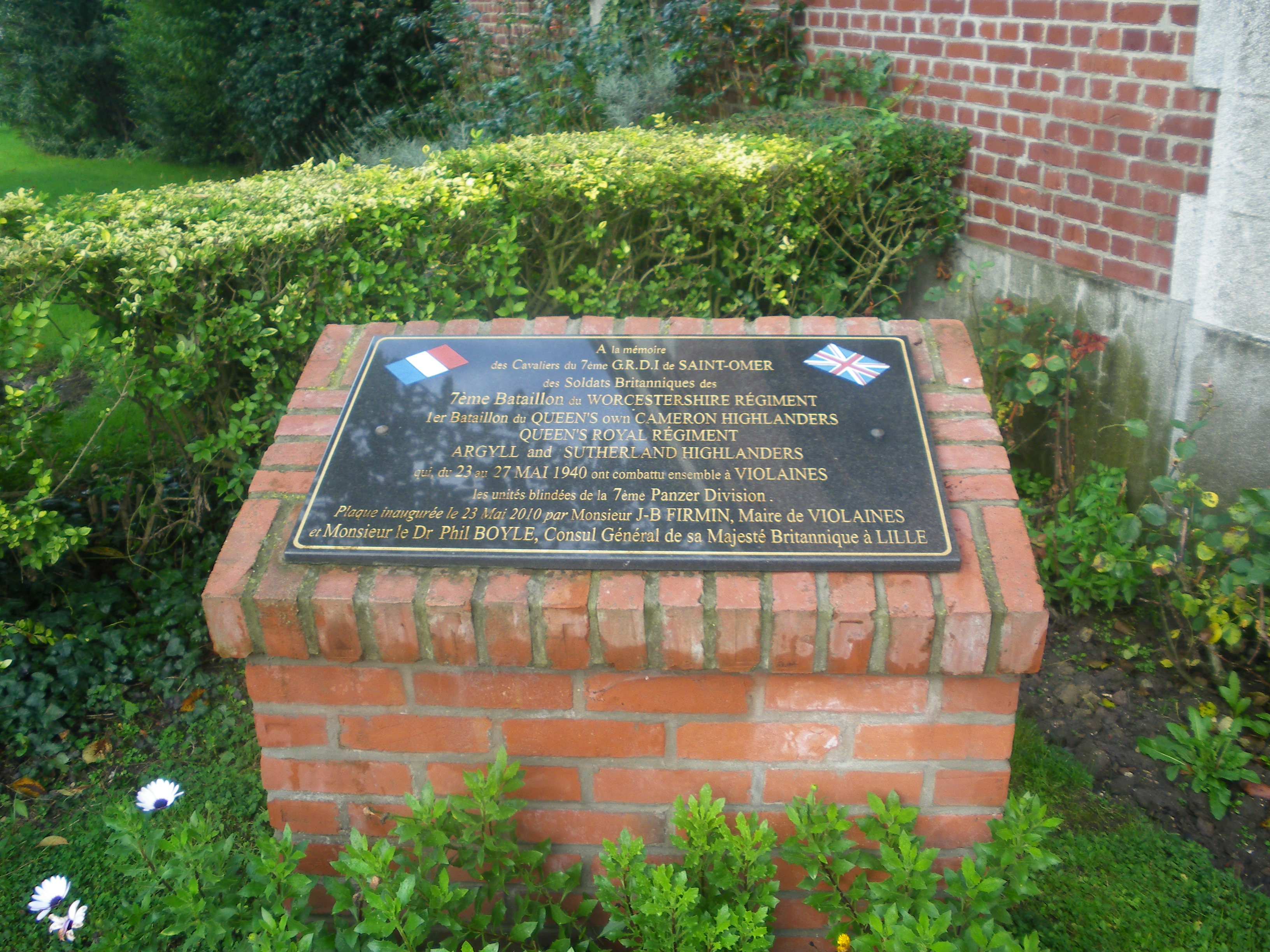
Plaque commémorant les combats de mai 1940.

Une plaque rappelle que lors de la Bataille de France, au début de la Seconde Guerre mondiale, des soldats français du 7e groupe de reconnaissance de division d'infanterie (GRDI) et des soldats britanniques du 7e bataillon du Régiment du Worcestershire, du Queen's Own Cameron Highlanders, du Régiment royal de la Reine et de l'Argyll and Sutherland Highlanders ont combattus les unités blindées de la 7e Panzerdivision du 23 au 27 mai 1940
Le village est de nouveau détruit lors de la Seconde Guerre mondiale.

#### De l'Après-Guerre auXXIesiècle
Relevé de ses ruines, Violaines s’industrialise avec en 1956 la reconstruction de la centrale électrique et en 1969 l’édification de l’Usine de l’Industrielle et du Logement.

## Politique et administration

### Rattachements administratifs et électoraux

#### Rattachements administratifs
La commune se trouve dans l'arrondissement de Béthune du département du Pas-de-Calais.
Elle faisait partie de 1801 à 1991  du canton de Cambrin, année où elle est rattachée au canton de Douvrin. Dans le cadre du redécoupage cantonal de 2014 en France, cette circonscription administrative territoriale a disparu, et le canton n'est plus qu'une circonscription électorale.

#### Rattachements électoraux
Pour les élections départementales, la commune fait partie depuis 2014 d'un nouveau canton de Douvrin
Pour l'élection des députés, la commune fait partie de la douzième circonscription du Pas-de-Calais.

### Intercommunalité
Violaines était membre de la communauté d'agglomération de l'Artois, un établissement public de coopération intercommunale (EPCI) à fiscalité propre  et auquel la commune avait transféré un certain nombre de ses compétences, dans les conditions déterminées par le code général des collectivités territoriales.
Dans le cadre des dispositions de la loi portant nouvelle organisation territoriale de la République du 7 août 2015, qui prévoit que les établissements publics de coopération intercommunale (EPCI) à fiscalité propre doivent avoir un minimum de 15 000 habitants, cette intercommunalité a fusionné avec ses voisines pour former, le 1er janvier 2017, la communauté  d'agglomération de Béthune-Bruay, Artois-Lys Romane dont est désormais membre la commune.
La commune est incluse dans le territoire du SIZIAF (Syndicat mixte de la zone industrielle Artois-Flandres) dans lequel elle est représentée par la communauté  d'agglomération de Béthune-Bruay, Artois-Lys Romane.

### Liste des maires
| Période                                  | Période                     | Identité                  | Étiquette    | Qualité |
| ---------------------------------------- | --------------------------- | ------------------------- | ------------ | --- |
| Les données manquantes sont à compléter. |                             |                           |              | |
| 1804                                     |                             | Philippe-Albert Bollet,   |              | Propriétaire du château situé dans le marais d’Auchy (“la ferme de Dours”) Député à la Convention française |
| Les données manquantes sont à compléter. |                             |                           |              | |
| mai 1925                                 | 1944                        | Pierre Lecœuche           | SFIO         | Entrepreneur en bâtiment                                                                                    |
| Les données manquantes sont à compléter. |                             |                           |              | |
| octobre 1947                             | mars 1959                   | Pierre Lecœuche           | SFIO         | Entrepreneur en bâtiment                                                                                    |
| mars 1959                                | mars 1989                   | Henri Hecquet (1929-2010) | SFIO puis PS | Gérant de coopérative Président du SIVOM de Douvrin (1974 → 1977)                                           |
| mars 1989                                | mars 2001                   | Raymond Cacan             | PS           | Enseignant Président du SIVOM des Deux cantons (1995 → 2001) Maire de Vergt (2008 → 2020)                   |
| mars 2001                                | mars 2014                   | Jean-Bernard Firmin       | PS           | |
| mars 2014                                | En cours (au 13 avril 2022) | Jean-François Castell     |              | Agent ERDF-GRDF, Réélu pour le mandat 2020-2026,                                                            |

### Jumelages
La commune est jumelée avec :
| Ville | Ville         | Pays | Pays      | Période     |
| ----- | ------------- | ---- | --------- | ----------- |
|       | Wandhofen (d) |      | Allemagne | depuis 1969 |

## Équipements et services publics

### Espaces publics
La commune est labellisée « 2 fleurs » au concours des villes et villages fleuris.

## Population et société

### Démographie

#### Évolution démographique
L'évolution du nombre d'habitants est connue à travers les recensements de la population effectués dans la commune depuis 1793. Pour les communes de moins de 10 000 habitants, une enquête de recensement portant sur toute la population est réalisée tous les cinq ans, les populations de référence des années intermédiaires étant quant à elles estimées par interpolation ou extrapolation. Pour la commune, le premier recensement exhaustif entrant dans le cadre du nouveau dispositif a été réalisé en 2004.

En 2022, la commune comptait 3 844 habitants, en évolution de +6,45 % par rapport à 2016 (Pas-de-Calais : −0,72 %, France hors Mayotte : +2,11 %).
| 1793 | 1800 | 1806  | 1821  | 1831  | 1836  | 1841  | 1846  | 1851  |
| ---- | ---- | ----- | ----- | ----- | ----- | ----- | ----- | ----- |
| 953  | 936  | 1 001 | 1 035 | 1 117 | 1 106 | 1 047 | 1 048 | 1 099 |

| 1856  | 1861  | 1866  | 1872  | 1876  | 1881  | 1886  | 1891  | 1896  |
| ----- | ----- | ----- | ----- | ----- | ----- | ----- | ----- | ----- |
| 1 139 | 1 229 | 1 282 | 1 238 | 1 225 | 1 205 | 1 225 | 1 233 | 1 348 |

| 1901  | 1906  | 1911  | 1921  | 1926  | 1931  | 1936  | 1946  | 1954  |
| ----- | ----- | ----- | ----- | ----- | ----- | ----- | ----- | ----- |
| 1 431 | 1 586 | 1 746 | 1 136 | 1 594 | 1 726 | 1 723 | 1 728 | 1 813 |

| 1962  | 1968  | 1975  | 1982  | 1990  | 1999  | 2004  | 2006  | 2009  |
| ----- | ----- | ----- | ----- | ----- | ----- | ----- | ----- | ----- |
| 1 817 | 1 984 | 2 425 | 2 890 | 3 524 | 3 577 | 3 688 | 3 687 | 3 671 |

| 2014  | 2019  | 2022  | - | - | - | - | - | - |
| ----- | ----- | ----- | - | - | - | - | - | - |
| 3 630 | 3 773 | 3 844 | - | - | - | - | - | - |

#### Pyramide des âges
En 2018, le taux de personnes d'un âge inférieur à 30 ans s'élève à 35,8 %, soit en dessous de la moyenne départementale (36,7 %). De même, le taux de personnes d'âge supérieur à 60 ans est de 22,8 % la même année, alors qu'il est de 24,9 % au niveau départemental.
En 2018, la commune comptait 1 809 hommes pour 1 911 femmes, soit un taux de 51,37 % de femmes, légèrement inférieur au taux départemental (51,50 %).
Les pyramides des âges de la commune et du département s'établissent comme suit.
| Hommes | Classe d’âge | Femmes |
| ------ | ------------ | ------ |
| 0,3    | 90 ou +      | 0,9    |
| 4,5    | 75-89 ans    | 6,4    |
| 15,4   | 60-74 ans    | 18,0   |
| 22,5   | 45-59 ans    | 21,3   |
| 19,8   | 30-44 ans    | 19,1   |
| 17,2   | 15-29 ans    | 15,8   |
| 20,3   | 0-14 ans     | 18,5   |

| Hommes | Classe d’âge | Femmes |
| ------ | ------------ | ------ |
| 0,5    | 90 ou +      | 1,6    |
| 5,6    | 75-89 ans    | 8,9    |
| 16,7   | 60-74 ans    | 18,1   |
| 20,2   | 45-59 ans    | 19,2   |
| 18,9   | 30-44 ans    | 18,1   |
| 18,2   | 15-29 ans    | 16,2   |
| 19,9   | 0-14 ans     | 17,9   |

## Économie
La commune compte plusieurs zones d'activité : 
- Zones d’activités industrielles et artisanales
- Zone artisanale du Rétuy
- Zone d’activités de la Cochiette
- Site de l’ancienne centrale des Houillères du Bassin du Nord et du Pas-de-Calais.

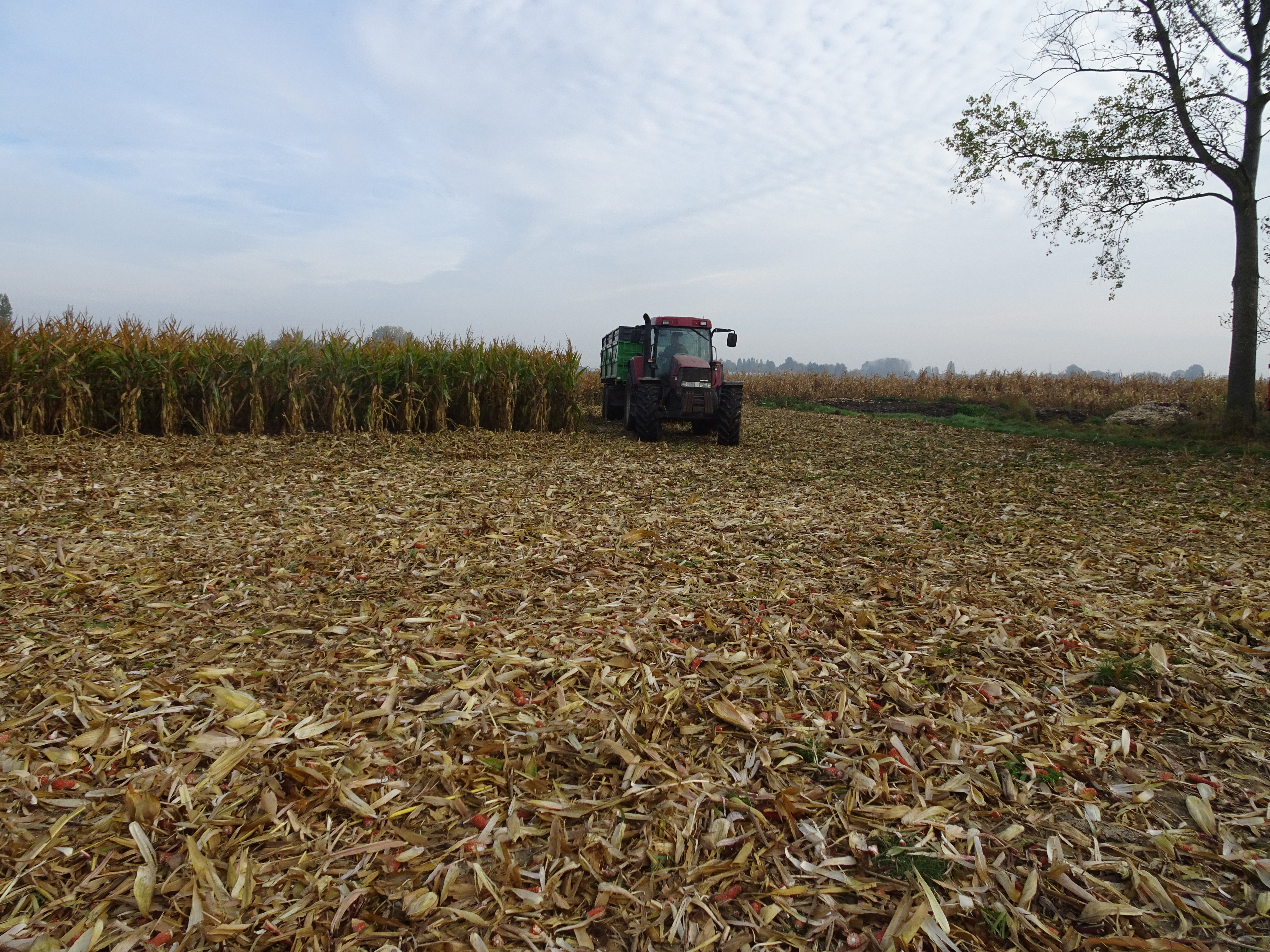
Maïs cultivé dans le marais pour la fabrication de biocarburants
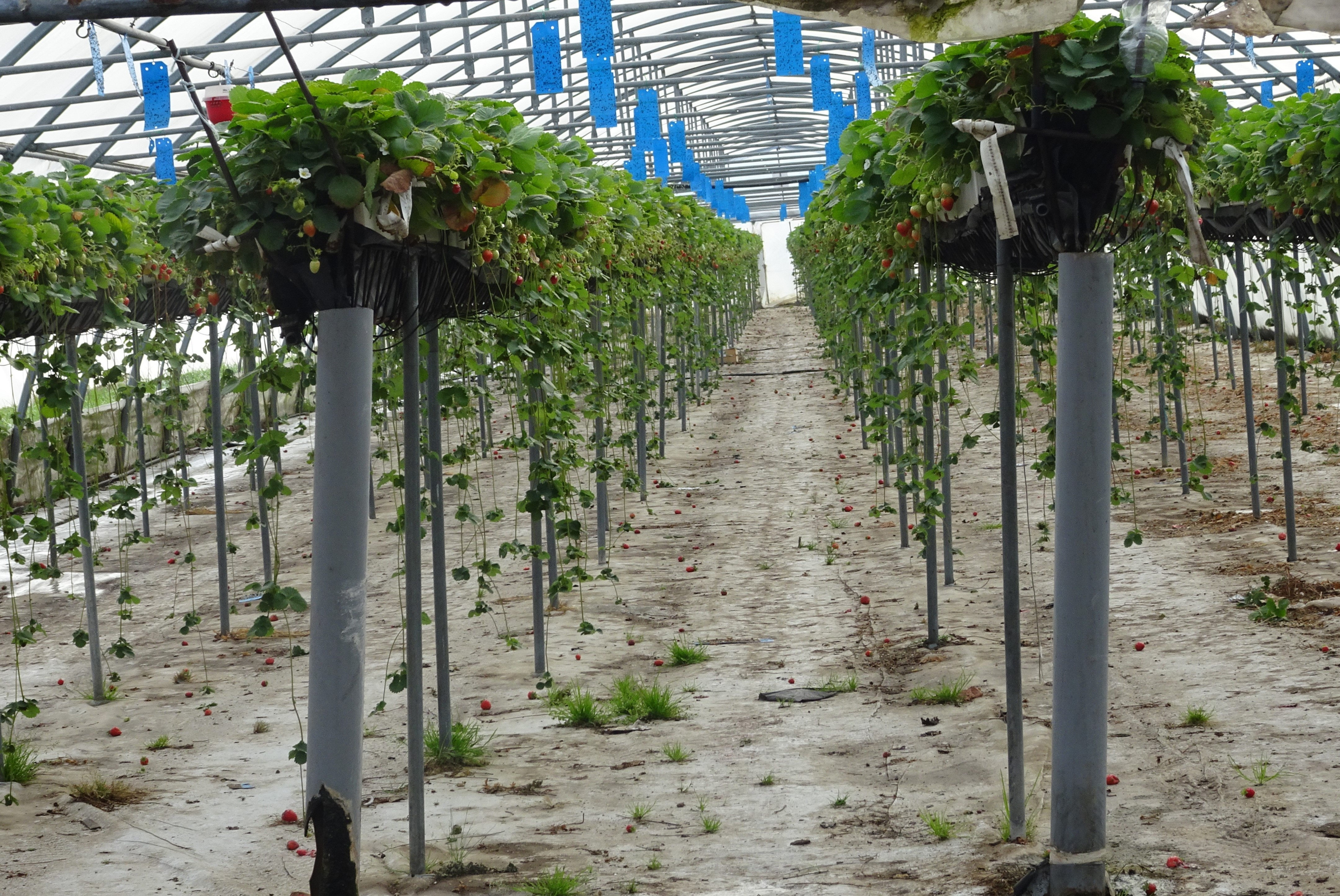
Serres à fraises.
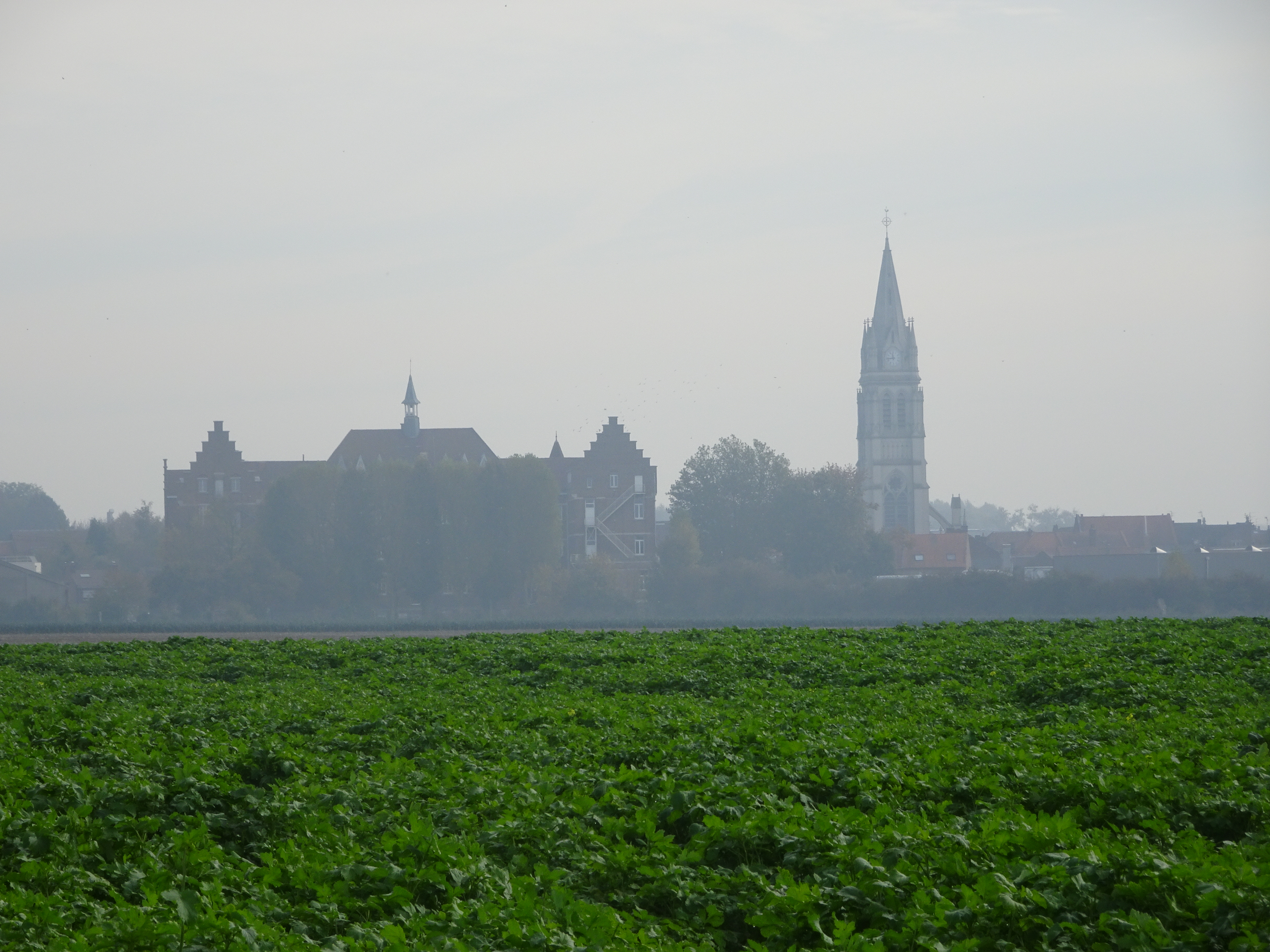
Paysage agricole de la commune. Au loin, La Bassée.

## Culture locale et patrimoine

### Lieux et monuments

#### Patrimoine mondial
Depuis le 30 juin 2012, la valeur universelle et historique du bassin minier du Nord-Pas-de-Calais est reconnue et inscrite sur la liste du patrimoine mondial l’UNESCO. Parmi les 353 sites, répartis sur 109 lieux inclus dans le périmètre du bassin minier, le site no 77 de Violaines est formé par la cité-jardin d'Auchy,.

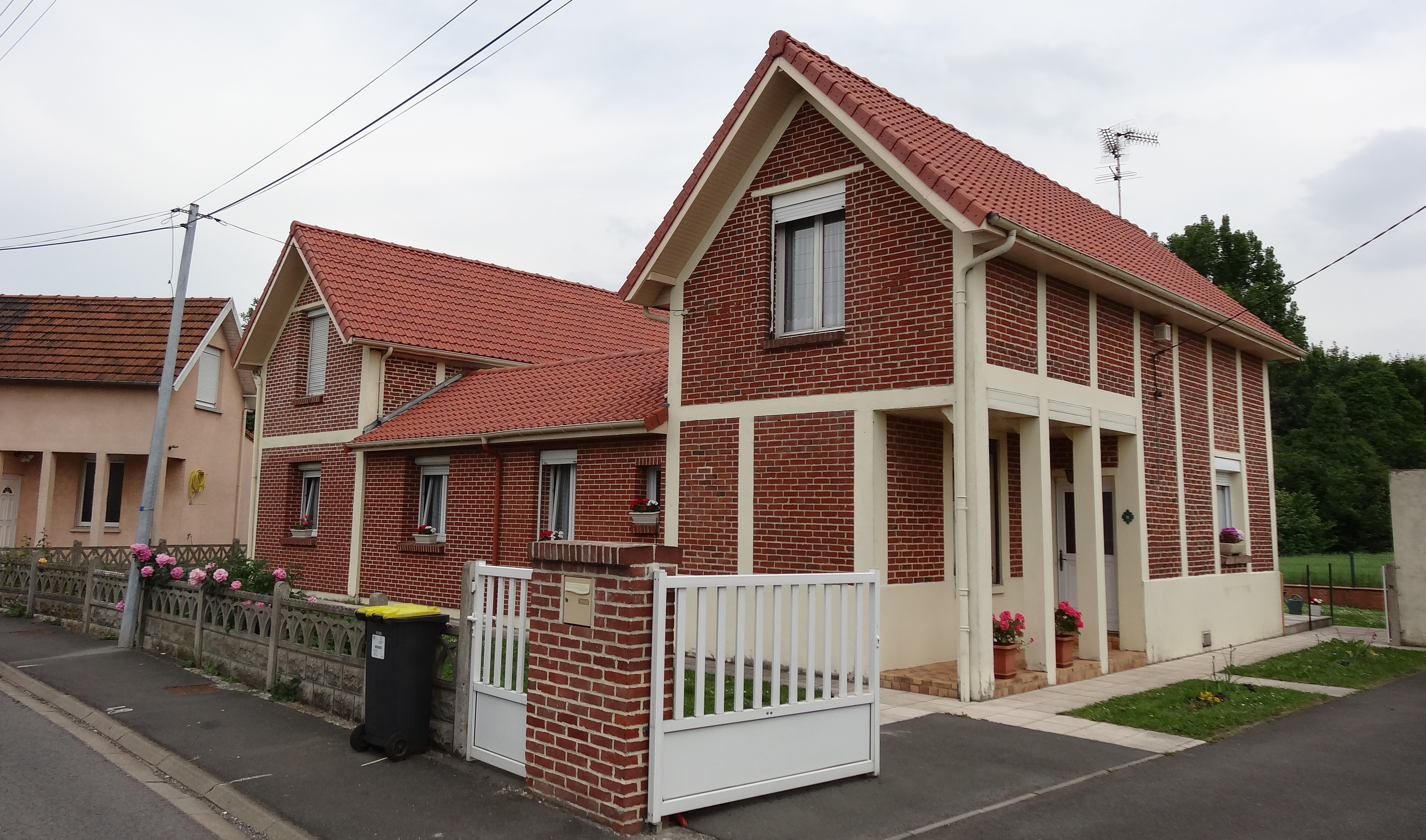
La cité d'Auchy.
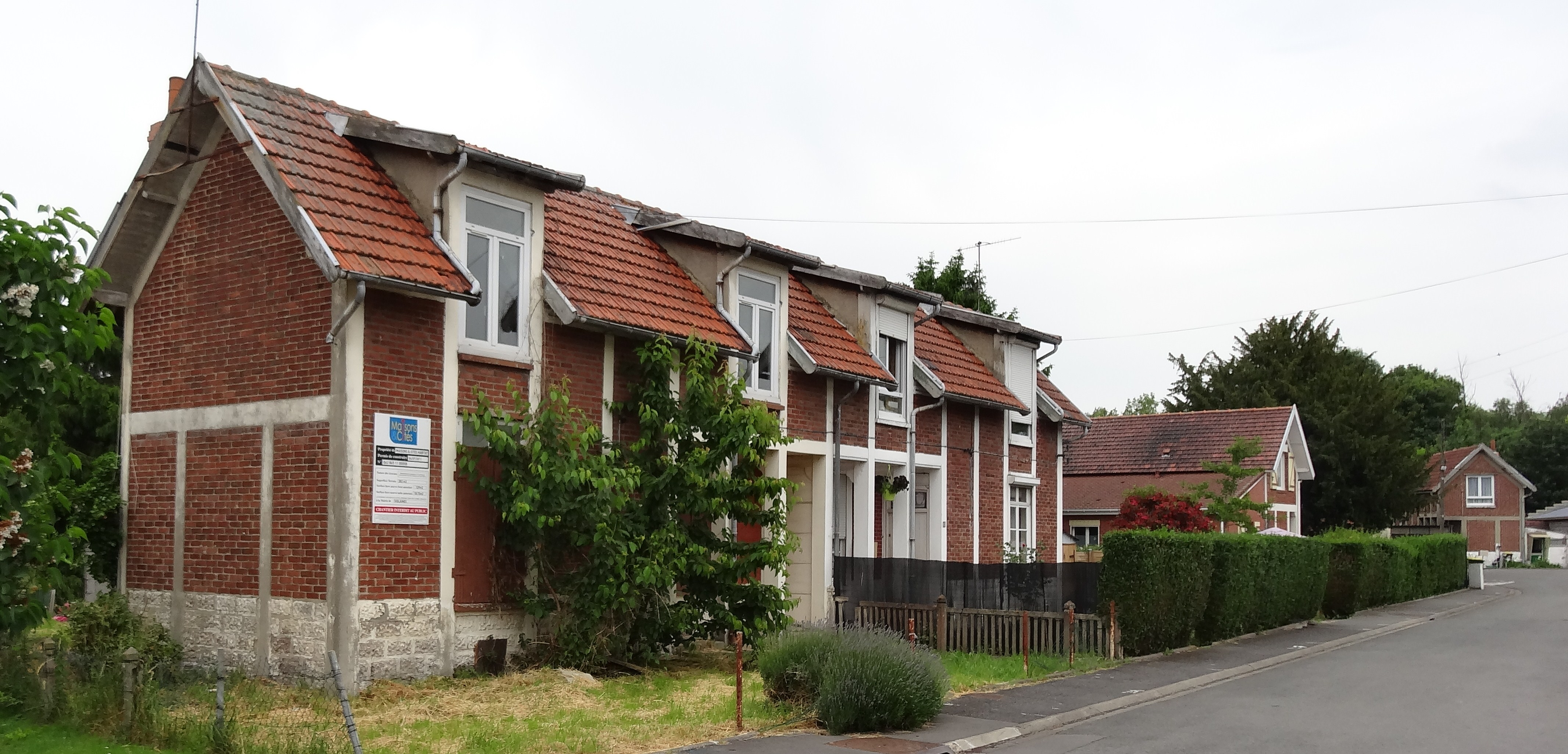
La cité d'Auchy.

#### Autres lieux et monuments
- Le canal d’Aire à La Bassée.
- L'église Saint-Vaast.
- Le monument aux morts[44].
- Les chemins de randonnées pédestres balisés.
- L'étang communal de pêche.
- Le camping municipal comportant treize emplacements

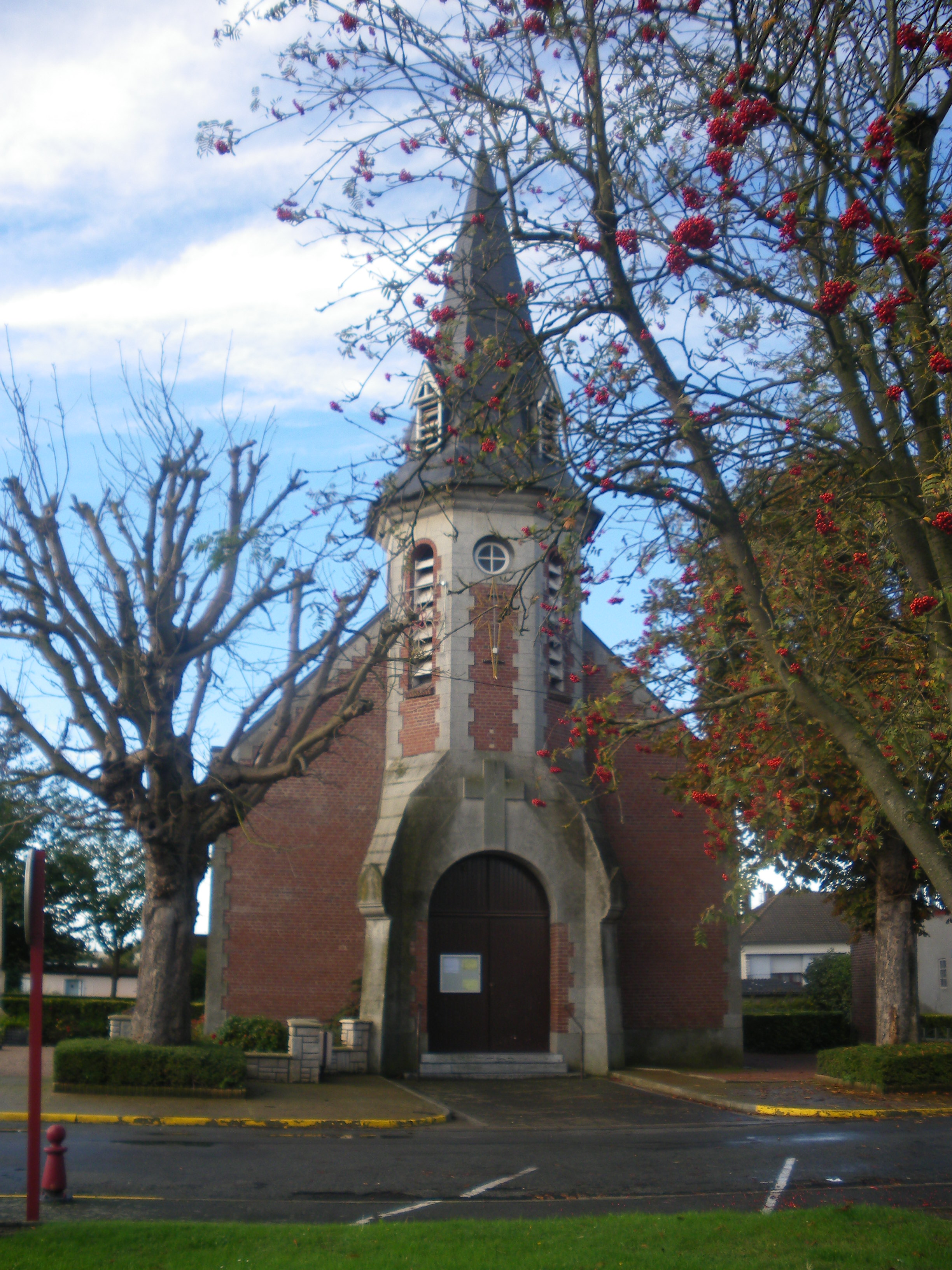
L'église Saint-Vaast.
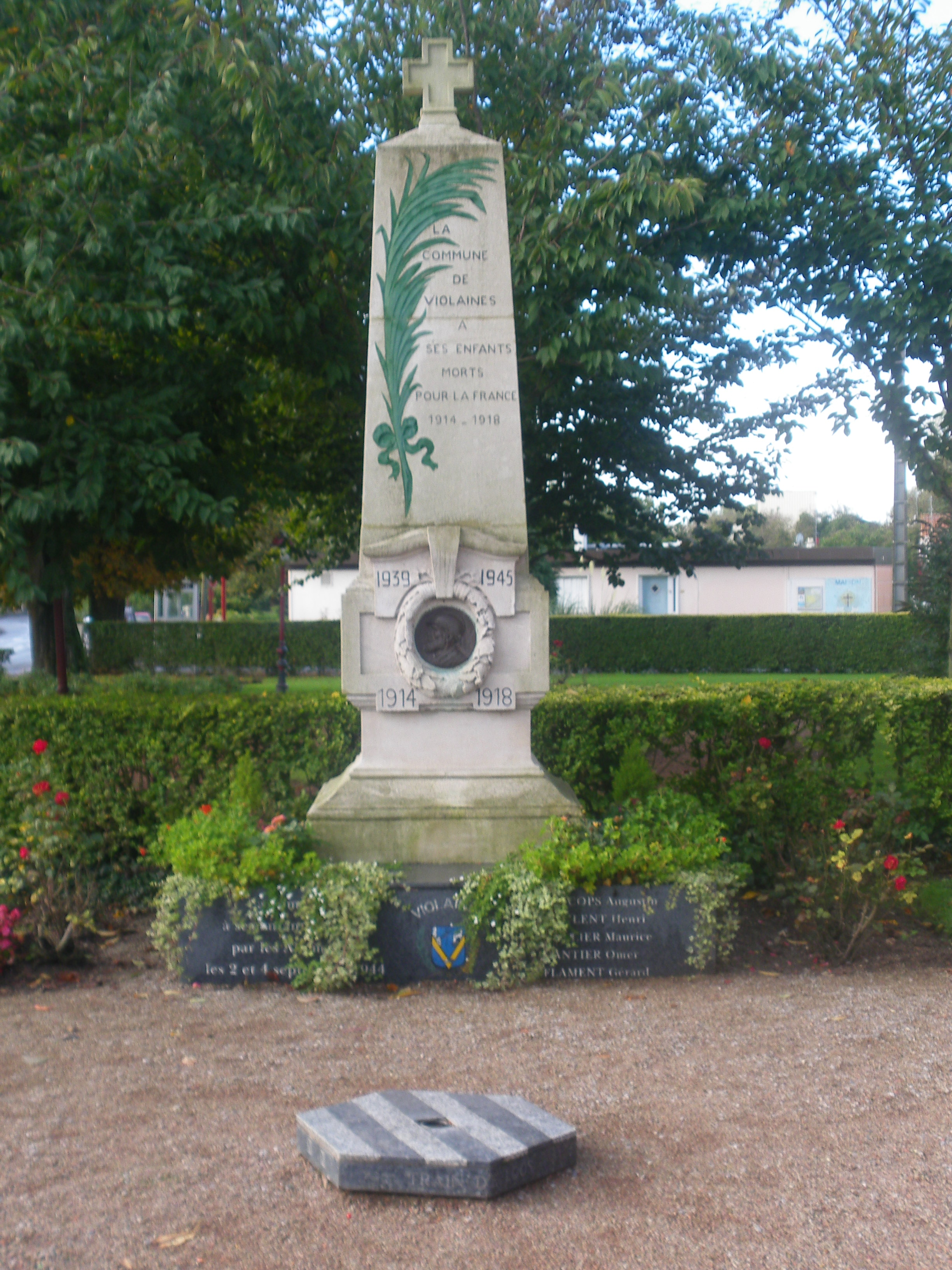
e monument aux morts.

### Personnalités liées à la commune
- Philippe-Albert Bollet (1753-1811), député à la Convention nationale, élu en 1792, est mort dans la commune.

### Violaines dans les arts et la culture
C'est en traversant cette ville, que l'écrivain Paul Claudel, a l'idée de créer le nom de « Violaine » pour un personnage de sa pièce de théâtre : L'Annonce faite à Marie (1912) ; depuis, ce prénom est porté par de nombreuses femmes.

### Héraldique
| Blason de Violaines | Blason  | D’or à la fasce bretessée contre-bretessée d’azur surmontée d’un lambel d’azur. |
| Blason de Violaines | Détails | Le statut officiel du blason reste à déterminer.                                |

## Pour approfondir

#### Bases de données, dictionnaires et encyclopédies
- Ressources relatives à la géographie :   - Insee (communes)
  - Ldh/EHESS/Cassini
- Ressource relative à plusieurs domaines :   - Annuaire du service public français
- Notices d'autorité :   - VIAF
  - BnF (données)